# Балистриери, Вирджиния
Вирджиния Балистриери (имя при рождении Вирджиния Балестриери; итал. Virginia Balistrieri; Трапани, 15 января 1888  — Рим, 3 августа 1960) - итальянская актриса.

## Биография и карьера
Актриса театра и кино, Вирджиния Балистриери, начала сниматься вместе с Джованни Грассо и под руководством Нино Мартольо в немом кино. Впоследствии, она снялась со многими итальянскими актерами, в том числе Умберто Спадаро, Витторио Де Сика, Вирна Лизи, Амедео Наззари, Нино Таранто, Энтони Куинн и Витторио Гассман. Её самая важная интерпретация — это роль Сантуццы в фильме Марио Гарджуло, Сельская честь (эту роль, в итоге, играет Тина Ксео). Вирджиния была женой Джованни Грассо младшего, актер (1888—1963), была сестрой Дездемоны Балистриери, также актрисы и жены Анджело Муско. Она умерла в Риме в 1960 году.

## Фильмография
- Затерянные во мраке, режиссер Нино Мартольо (1914)
- Капитан Бланко, режиссер Нино Мартольо (1914)
- Сельская честь, режиссер Марио Гарждуло (1924)
- Земля, где нет никого, режиссер Марио Баффико (1939)
- Море, режиссер Марио Баффико (1940)
- Мали́а, режиссер Джузеппе Амато (1946)
- Я убийца, режиссер Роберто Бьянки Монтеро (1947)
- Преступники, режиссер Альдо Вергано (1949)
- Нильский ястреб, режиссер Джакомо Джентиломо (1950)
- Маргерита да Кортона, режиссер Марио Боннар (1950)
- Добро пожаловать, преподобный!, режиссер Альдо Фабрици (1950)
- Поздравляем!, режиссер Джорджо Симонелли (1951)
- Однажды Анджело Муско, режиссер Джорджо Вальтер Чили — документальный фильм (1953)
- Легкие годы, режиссер Луиджи Дзампа (1953)
- Маруццелла, режиссер Луиджи Капуано (1956)
- Честь и кровь, режиссер Луиджи Капуано (1957)
- Послушай меня, режиссер Карло Кампогаллиани (1957)[5]
- Мир чудес, режиссер Луиджи Капуано (1958)